# Korea's Next Top Model

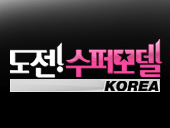
Logotipo de la próxima top model de Corea

Korea's Next Top Model (en coreano: 도전! 수퍼모델 코리아, abreviado KNTM) es un reality show surcoreano en el cual un grupo de jóvenes compiten por el título de Korea's Next Top Model y la oportunidad de comenzar una carrera en la industria del modelaje. El premio además incluye una aparición en W Magazine Korea y un contrato con SK-II.
Como parte de la franquicia Top Model, está basado en el reality show americano America's Next Top Model, por lo cual comparten el mismo formato. El 6 de enero de 2010 fue anunciado que la cadena televisiva coreana Onstyle comenzaría la búsqueda de aspirantes para comenzar el show en tal país. La modelo Jang Yoon-ju es quien presenta el show.

## Ediciones
| Edición | Fecha de estreno         | Ganadora      | Finalista                    | Otras concursantes en orden de eliminación | Número de concursantes | Destino internacional |
| ------- | ------------------------ | ------------- | ---------------------------- | --- | ---------------------- | --------------------- |
| 1       | 18 de septiembre de 2010 | Lee Ji-min    | Lee Yoo-kyung y Kim Na-rae   | Kim Yu-ri, Lee Eun-young, Shin Young-eun, Seok Dan-bi, Kim Ye-ji, Seon Hye-lim, Kim Hyo-kyeong, Baek Il-hong, Kim Min-sun, Oh Hye-ji, Park Doo-hee                                                                     | 14                     | París                 |
| 2       | 9 de julio de 2011       | Jin Jung-sun  | Park Seul-gi                 | Yoon Yu-jin, Lee Eun-suk, Go Jung-sun, Jenny Fuglsang, Park So-yeon, Choi Ji-hye, Go Eun-bi, Lee Sung-sil, Lee Song-yi, Lee Seon-young, Um Yoo-jung, Lee Jenny, Song Hae-na                                            | 15                     | Saipán Nueva York     |
| 3       | 21 de julio de 2012      | Choi So-ra    | Kim Jin-kyung                | Jung Han-sol y Min Hae-rin y Kwon Da-min, Lee Seul-ki, Ji So-yeon, Jang Mi-rim, Heo Kyung-hee, Yoon Eun-hwa, Choi Han-bit, Hong Ji-su, Choi Se-hee, Kang Cho-won, Lee Min-jung, Lee Na-hyun y Ko So-hyun, Yeo Yeon-hee | 18                     | Siem Riep Mũi Né      |
| 4       | 15 de agosto de 2013     | Shin Hyun-ji  | HoYeon Jung y Hwang Hyun-joo | Ahn Hye-jin y Ko Eun-bi, Seok Il-myung, Cho Eun-saem, Kim Eun-hae y Seo Young-chae, Ryu Ye-ri, Kim Si-won, Im Hyun-joo, Jung Ha-eun, Kim Hye-ah y Park Shin-ae                                                         | 15                     | Phuket Las Vegas      |
| 5       | 16 de agosto de 2014     | Hwang Kibbeum | Kim Jin-kyung                | Jung Han-sol y Min Hae-rin y Kwon Da-min, Lee Seul-ki, Ji So-yeon, Jang Mi-rim, Heo Kyung-hee, Yoon Eun-hwa, Choi Han-bit, Hong Ji-su, Choi Se-hee, Kang Cho-won, Lee Min-jung, Lee Na-hyun y Ko So-hyun, Yeo Yeon-hee | 16                     | Toronto               |